# Aponogeton distachyos
Апоногетон двохколосний (Aponogeton distachyos) — вид рослини родини апоногетонові.

## Назва
В англійській мові має назву «водяний глід» (англ. water hawthorn).

## Будова
Рослина вічнозелена, якщо живе у постійних водоймах. У ставках, що пересихають, кореневище знаходиться у стані спокою на дні, поки вони не наповнюються під час дощового сезону водою. Овальні до 20 см довжини листя плавають на поверхні води. Квіти до 3 см з однією пелюсткою з'являються у суцвіттях над водою на 10 см.

## Поширення та середовище існування
Зростає у Південній Африці

## Практичне використання
Має їстівні квіти та пуп'янки. Має смак ванилі, популярний делікатес. Використовується для приготування стью афр. Waterblommetjiebredie.

## Галерея

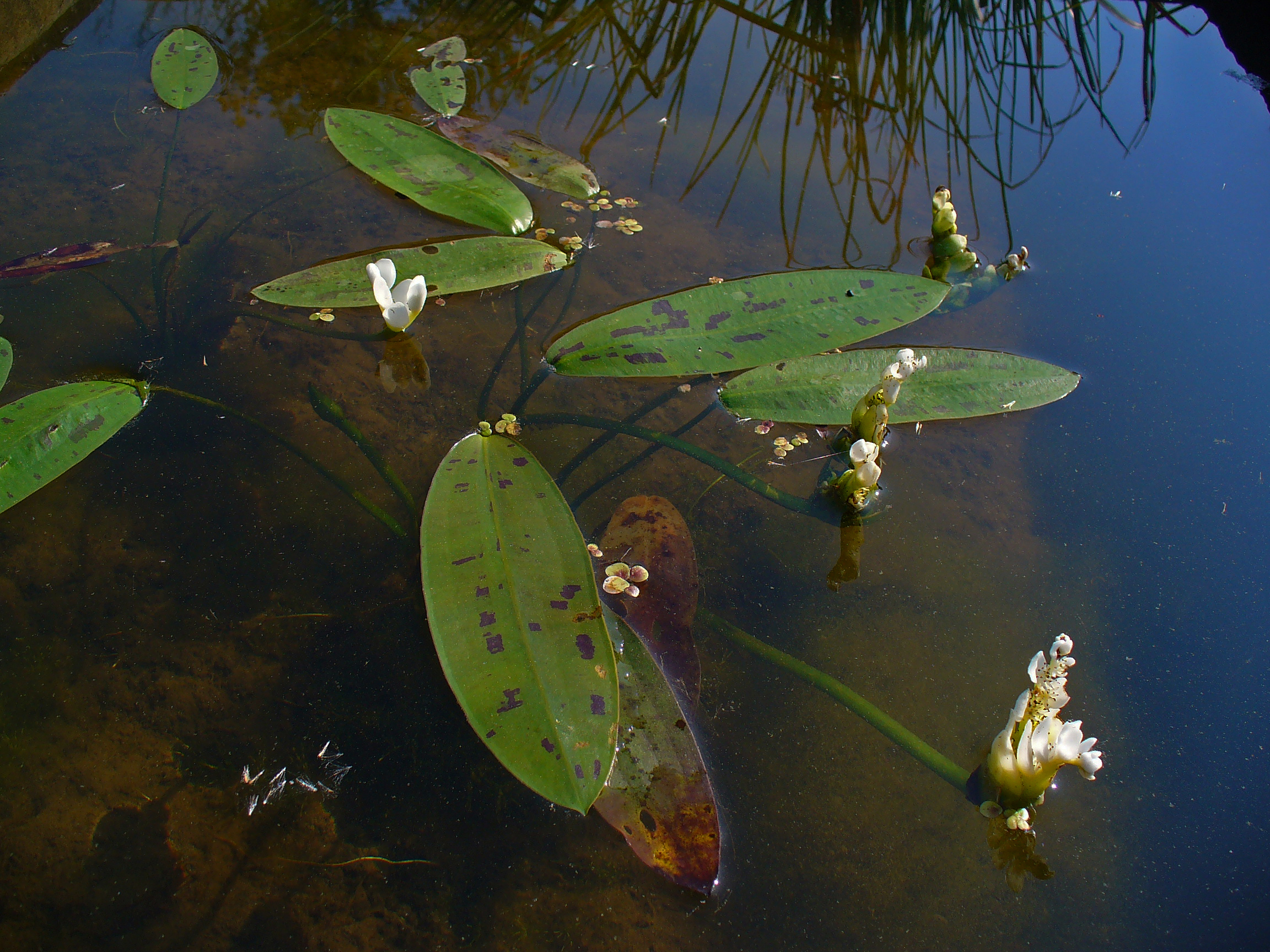
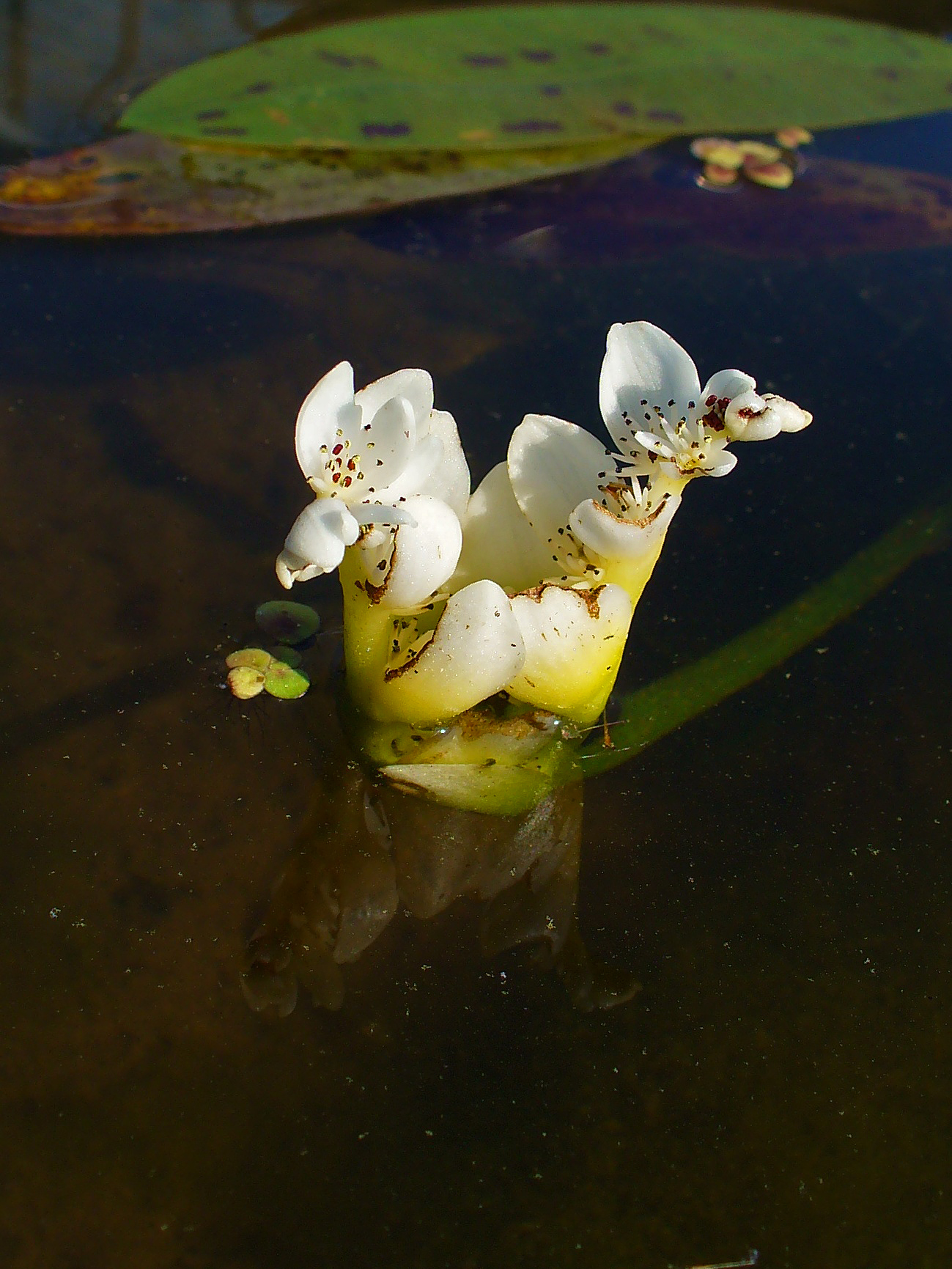
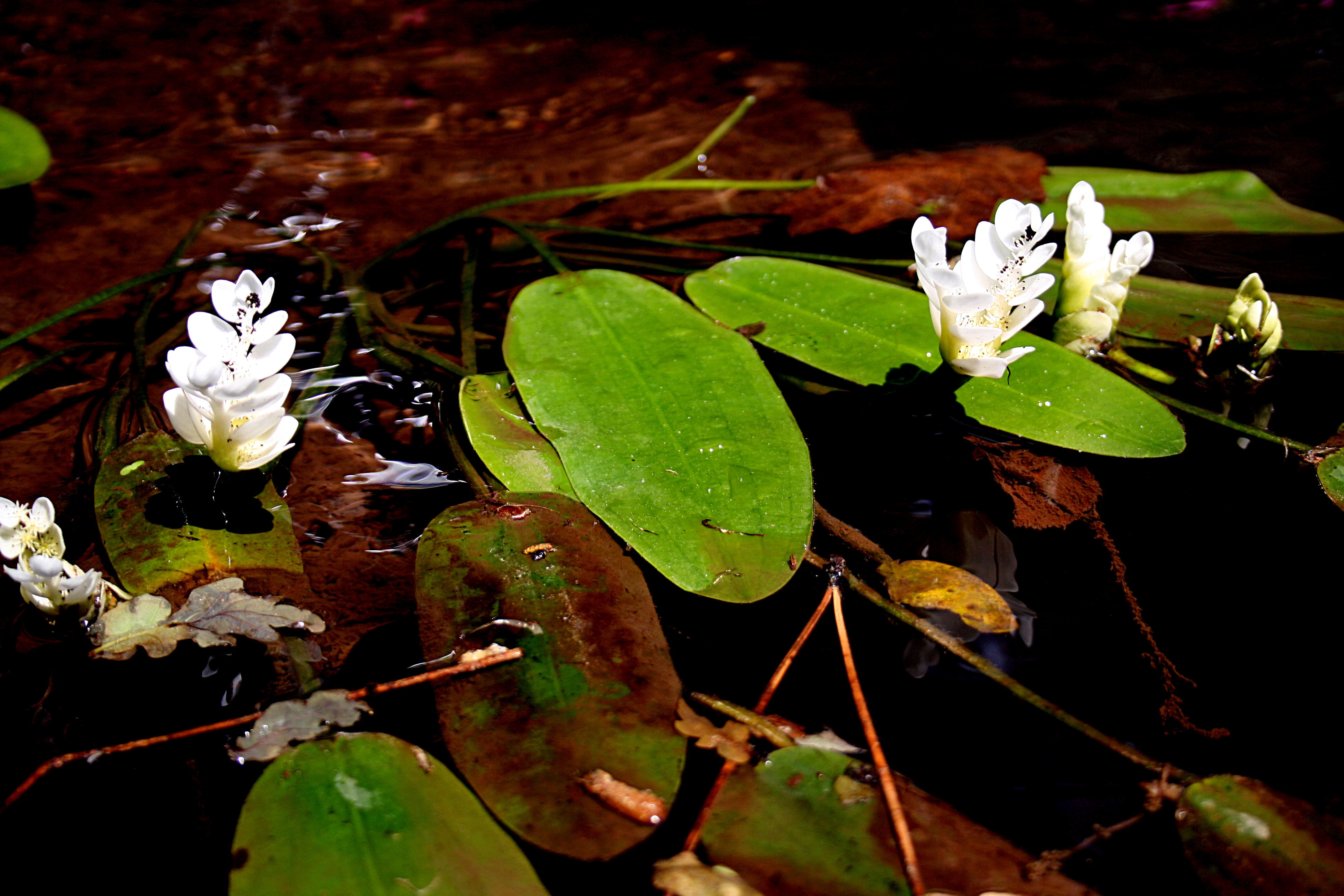
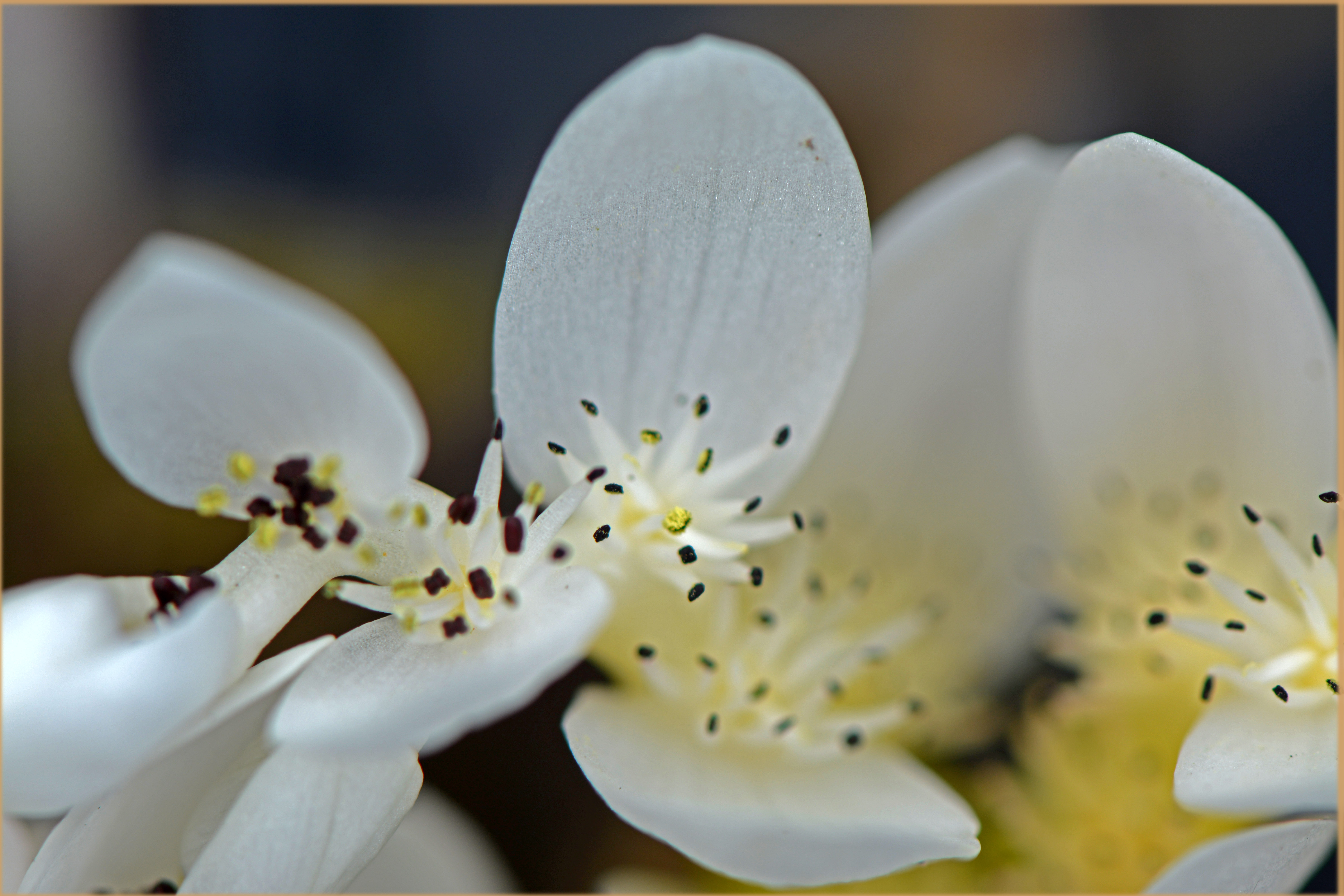
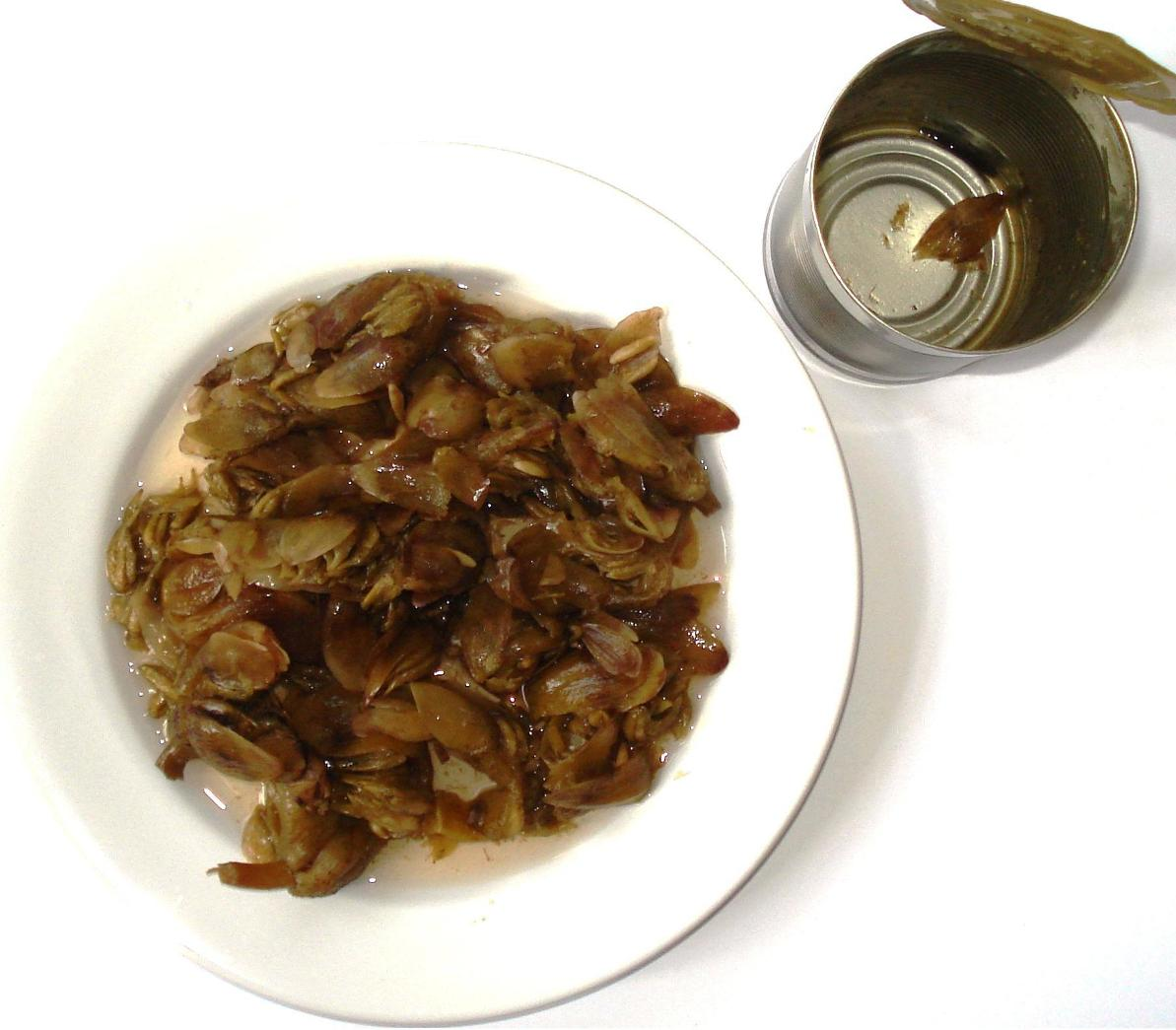
Waterblommetjiebredie
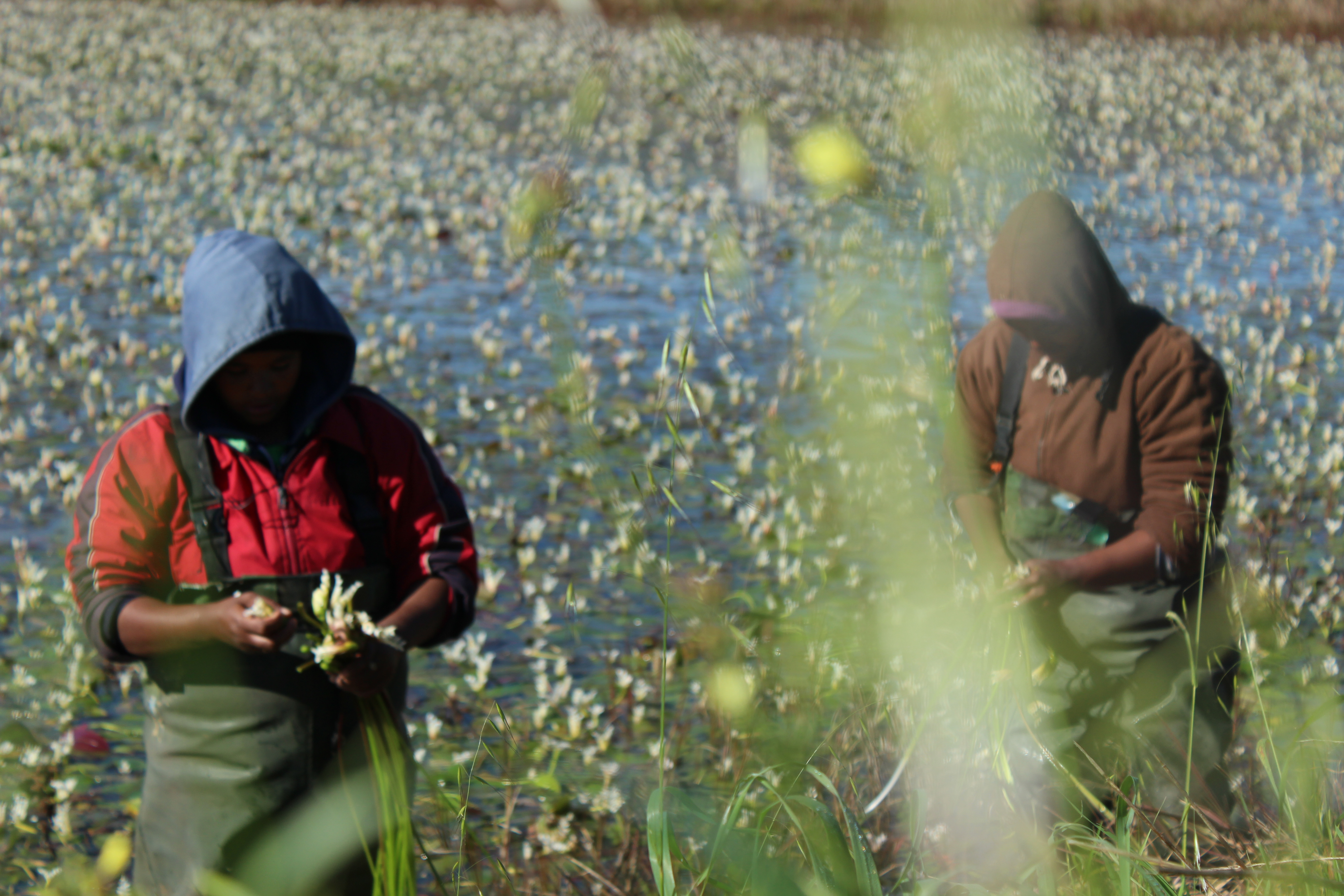
Збирання квітів